# Excitebike
Excitebike —  гоночна відеогра, створена для запуску на Денді або Nintendo. Була випущена 30 листопада 1984 року.

## Ігровий процес
Відеогра є симулятором аркадної мотогонки з видом збоку. На шляху гравцю зустрічаються купа перешкод та трамплінів, проходячи ці перешкоди, необхідно проїхати трасу до кінця, уникаючи зіткнення з іншими учасниками заїзду або навпаки, перевертаючи їх заднім колесом.
Однією з особливостей відеогри є можливість побудови власної траси, використовуючи досить великий набір інструментів. У грі є 5 різноманітних трас, кожна з яких має свій рівень складності.